# Aegium
Aegium (Oudgrieks: Αἴγιον, Aígion) was een polis in Achaea, bij de monding van de rivier Selinus aan zee gelegen.
Gedurende de klassieke periode werd het gerekend tot een van de twaalf steden van Achaea. Het werd na de verwoesting van Helike in 373 v.Chr., de hoofdplaats van de Achaeïsche Bond. Ruïnes ervan zijn te vinden nabij het huidige dorp Aigio.
Het was de verzamelplaats van de Achaeërs, die daar jaarlijks tweemaal bij de tempel van Zeus Homagirius vergaderen. Het was ook hier dat Aratos van Sikyon stierf.